# Верхня Кутузовка
Ве́рхня Куту́зовка (до 1945 року — Юкари́-Шума́, крим. Yuqarı Şuma) — село в Україні, у складі Ялтинського району Автономної Республіки Крим.

## Населення
За даними перепису населення 2001 року, у селі мешкало 1045 осіб. Мовний склад населення села був таким:
| Мова              | Число ос. | Відсоток |
| ----------------- | --------- | -------- |
| українська        | 55        | 5.26     |
| російська         | 377       | 36.08    |
| кримськотатарська | 583       | 55.79    |
| білоруська        | 2         | 0.19     |
| молдавська        | 1         | 0.1      |

## Історія
Вперше в історичних документах зустрічається у матеріалах перепису населення Кефінського санджаку 1520 року.
За даними на 1864 рік у казенному татарському селі Ялтинського повіту Таврійської губернії мешкало 352 особи (180 чоловік та 172 жінки), налічувалось 120 дворових господарств, існували православна церква, 2 мечеті.
Станом на 1886 у колишньому державному селі Алуштинської волості мешкало 456 осіб, налічувалось 76 дворових господарств, існували 2 мечеті..
За переписом 1897 року кількість мешканців зросла до 668 осіб (361 чоловічої статі та 307 — жіночої), з яких , 636 — магометанської.
У 2023 році у проєкті Постанови Верховної Ради України «Про перейменування деяких населених пунктів Автономної Республіки Крим» село запропоновано перейменувати на Шума.